# Dix-huitième district congressionnel de Californie
Le 18e district congressionnel de Californie est un district situé dans l'État de Californie aux États-Unis. Le district est actuellement représenté par la Démocrate Zoe Lofgren. Depuis les élections de 2022, le district est enclavé et comprend tout le Comté de San Benito et certaines parties des comtés de Santa Clara et de Monterey, notamment Salinas, Hollister, Watsonville, Gilroy, Soledad, ainsi que le centre-ville et l'est de San Jose. 
En raison de la présence de la Silicon Valley, le district avait un revenu médian des ménages de 149 375 $, le deuxième plus élevé de tous les districts du pays,. Après le redécoupage, le district a récupéré les zones agricoles du Comté de Monterey et le revenu médian des ménages a considérablement chuté, à 90 456 $.

## Redécoupage

### 2000
À la suite du recensement de 2000 et du cycle de redécoupage de 2000 qui a suivi, les districts congressionnel de Californie ont été redessinés par la Législature de l'État de Californie. De 2003 à 2013, le district était situé dans la Vallée de San Joaquin. Il comprenait le Comté de Merced et des parties des comtés de San Joaquin, Stanislaus, Madera et Fresno. Les villes du district comprenaient Modesto, la plupart de Stockton, Ceres, Atwater, Merced et Los Banos.

### 2010
À la suite du recensement de 2010 et du cycle de redécoupage de 2010 qui a suivi, le 18e district congressionnel de Californie a été redessiné par la California Citizens Redistricting Commission. Les villes et les CDP du district comprennent Palo Alto , Stanford , Los Altos , Woodside , Mountain View , Los Altos Hills , Campbell , Saratoga , Los Gatos et Scotts Valley ; la plupart de Menlo Park et Redwood City; et une partie de San Jose.

### 2020
À la suite du recensement de 2020 et du cycle de redécoupage de 2020 qui a suivi, la Californie a perdu un district congressionnel, entraînant des changements importants dans les districts de Californie. La majeure partie de la zone qui faisait auparavant partie du 18e district a été divisée entre le nouveau 16e district et le 19e district. Le 18e district a été déplacé pour couvrir la Vallée de Salinas, y compris les sections ouest du Comté de Monterey et le centre-ville de San Jose. Avec les changements, le 18 est devenu un district à majorité latino.

## Géographie
| #  | Comté       | Siège        | Population |
| -- | ----------- | ------------ | ---------- |
| 53 | Monterey    | Salinas      | 430 723    |
| 69 | San Benito  | Hollister    | 68 175     |
| 81 | San Mateo   | Redwood City | 737 888    |
| 85 | Santa Clara | San Jose     | 1 877 592  |
| 87 | Santa Cruz  | Santa Cruz   | 261 547    |

Depuis le redécoupage de 2020, le 18e district a été déplacé géographiquement pour couvrir la Vallée de Salinas. Il englobe San Benito, le point le plus méridional du Comté de Santa Cruz, et l'intérieur des comtés de Santa Clara et de Monterey.
Le Comté de Santa Cruz est divisé entre ce district et le 19e district. Ils sont divisés par Pajaro River, Highway 129, W Beach St, Lee Rd, Highway 1, Harkins Slough Rd, Harkins Slough, Old Adobe Rd, Corralitos Creek, Varin Rd, Pioneer Rd, Green Valley Rd, Casserly Rd, Mt Madonna Rd. Le 18e district englobe la majeure partie de la ville de Watsonville et les census-designated places d'Interlaken, Amesti et Freedom.
Le Comté de Santa Clara est divisé entre ce district, le 19e district, le 16e et le 17e. Les 18e, 16e et le 19e sont divisés par by Bella Vista Ln, Bodfish Creek, Burchell Rd, Bluebell Dr, Day Rd, Highway G8, W San Martin Ave, Santa Teresa Blvd, Sunnyside Ave, Morgan Hill City Limits, Hale Ave, Tilton Ave, Monterey Rd, Highway 101, Coyote Rd, Anderson Lake, Las Animas Rd, Metcalf Rd, Yerba Buena Creek, Old Yerba Buena Rd, Aborn Rd, Quincy Rd, Norwood Ave, Murillo Ave, Pleasant Acres Dr, Westview Dr, Pleasant Knoll Dr, Guluzzo Dr, Flint Ave, Marten Ave, Coldwater Dr, Ocala Ave, Wonderama Dr, Cunningham Ave, Swift Ave, Highway 101, Story Rd, Monterey Rd, Highway 87, Highway 280, Highway 880. Les 18e et 17e sont divisé par Steven's Creek Blvd, Di Salvo Ave, Bellerose Dr, Forest Ave, Wabash Ave, W San Carlos St, Race St, The Alameda, University Ave, Elm St, Highway 82, Newhall St, Morse St, Idaho St, Alameda Ct, Sherwood Ave, Hamline St, Highway 880, Highway 101, McKee Rd, Toyon Ave, Penitencia Creek Rd, Canon Vista Ave, Crothers Rd, Alum Rock Park, Sierra Rd, Felter Rd, Weller Rd. Le 18e district englobe le centre de la ville de San José et une partie du quartier d'Alum Rock de San José. Il comprend également les villes de Morgan Hill et Gilroy et les census-designated places d'East Foothills et San Martin.
Le Comté de Monterey est divisé entre ce district et le 19e district. Ils sont divisés par Union Pacific, Highway G12, Elkhorn Rd, Echo Valley Rd, Maher Rd, Maher Ct, La Encina Dr, Crazy Horse Canyon Rd, San Juan Grade Rd, Highway 101, Espinosa Rd, Castroville Blvd, Highway 156, Highway 1, Tembladero Slough, Highway 183, Cooper Rd, Blanco Rd, Salinas River, Davis Rd, Hitchcock Rd, Highway 68, E Blanco Rd, Nutting St, Abbott St, Highway G17, Limekiln Creek, Likekiln Rd, Rana Creek, Tularcitos Creek, Highway G16, Tassajara Rd, Camp Creek, Lost Valley Creek, Lost Valley Conn, N Coast Rdg, 2 Central Coa, Cone Peak Rd, Nacimiento Fergusson Rd, Los Bueyes Creek, et la partie sud du Comté de Monterey. Le 18e district comprend les villes de Salinas, Soledad, Greenfield, King City et Gonzales, ainsi que le côté nord de la census-designated place de Prunedale et Aromas (partagées avec le Comté de San Benito), Pajaro, Las Lomas, Boronda, Chualar, Pine Canyon, San Lucas, San Ardo, Lockwood et Fort Hunter Liggett.

### Villes et census-designated places de 10 000 personnes et plus
- San Jose - 971 233
- Salinas - 163 542
- Gilroy - 58 101
- Watsonville - 52 590
- Morgan Hill - 45 483
- Hollister - 41 678
- Soledad - 24 925
- Greenfield - 18 937
- Prunedale - 18 885
- Greenfield - 17 516
- King City - 13 332
- Alum Rock - 12 042

### Villes de 2500 à 10 000 personnes
- Gonzales - 8647
- Castroville - 7515
- Interlaken - 7368
- San Martin - 7027
- East Foothills - 6803
- Freedom - 3835
- Ridgemark - 3212
- Las Loms - 3046
- Pajaro - 2882
- Aromas - 2708
- Amesti - 2637

## Historique de vote
| Année | Poste      | Résultats                      |
| ----- | ---------- | ------------------------------ |
| 1992  | Président  | Clinton 40,9 % – 37,3 %        |
| 1992  | Sénateur   | Herschensohn 46,6 % – 43,1 %   |
| 1992  | Sénateur   | Feinstein 49,0 % – 42,6 %      |
| 2000  | Président  | Bush 52,6 % – 43,9 %           |
| 2000  | Sénateur   | Feinstein 49,0 % – 43,6 %      |
| 2002  | Gouverneur | Davis 50,5 % – 40,2 %          |
| 2003  | Rappel,    | Oui 57,9 % - 42,1 %            |
| 2003  | Rappel,    | Schwarzenegger 44,1 % – 33,4 % |
| 2004  | Président  | Bush 49,6 % – 49,3 %           |
| 2004  | Sénateur   | Boxer 56,5 % – 39,2 %          |
| 2006  | Gouverneur | Schwarzenegger 55,7 % – 39,7 % |
| 2006  | Sénateur   | Feinstein 58,6 % – 36,2 %      |
| 2008  | Président  | Obama 59,2 % – 38,3 %          |
| 2010  | Gouverneur | Brown 52,3 % – 40,9 %          |
| 2010  | Sénateur   | Boxer 47,9 % – 44,5 %          |
| 2012  | Président  | Obama 68,2 % – 28,9 %          |
| 2012  | Sénateur   | Feinstein 71,6 % – 28,4 %      |
| 2014  | Gouverneur | Brown 71,6 % – 28,4 %          |
| 2016  | Président  | Clinton 73,4 % – 20,2 %        |
| 2016  | Sénateur   | Harris 73,8 % – 26,2 %         |
| 2018  | Gouverneur | Newsom 72,5 % – 27,5 %         |
| 2018  | Sénateur   | Feinstein 60,9 % – 39,1 %      |
| 2020  | Président  | Biden 76,2 % – 21,5 %          |
| 2021  | Rappel     | Non 75,8 % - 24,2 %            |
| 2022  | Gouverneur | Newsom 65,2 % - 34,8 %         |
| 2022  | Sénateur   | Padilla 68,0 % - 32,0 %        |

## Liste des représentants du district
| Membre                       | Parti       | Années                             | Congrès     | Histoire électorale | Zone géographique                                                                                             |
| ---------------------------- | ----------- | ---------------------------------- | ----------- | --- | --- |
| District créé le 4 mars 1933 |             |                                    |             | | |
| John H. Burke (en)           | Démocrate   | 4 mars 1933 - 3 janvier 1935       | 73e         | Élu en 1932. Retrait. | 1933–1963 Comté de Los Angeles                                                                                |
| Byron N. Scott (en)          | Démocrate   | 3 janvier 1935 - 3 janvier 1939    | 74e , 75e   | Élu en 1934. Réélu en 1936. Perds sa réélection. | 1933–1963 Comté de Los Angeles                                                                                |
| Thomas M. Eaton (en)         | Républicain | 3 janvier 1939 - 16 septembre 1939 | 76e         | Élu en 1938. Décès. | 1933–1963 Comté de Los Angeles                                                                                |
| Vacant                       | Vacant      | 16 septembre 1939 - 3 janvier 1941 | 76e         | | 1933–1963 Comté de Los Angeles                                                                                |
| William Ward Johnson (en)    | Républicain | 3 janvier 1941 - 3 janvier 1945    | 77e , 78e   | Élu en 1940. Réélu en 1942. Perds sa réélection. | 1933–1963 Comté de Los Angeles                                                                                |
| Clyde Doyle (en)             | Démocrate   | 3 janvier 1945 - 3 janvier 1947    | 79e         | Élu en 1944. Perds sa réélection. | 1933–1963 Comté de Los Angeles                                                                                |
| William W. Bradley (en)      | Républicain | 3 janvier 1947 - 3 janvier 1949    | 80e         | Élu en 1946. Perds sa réélection. | 1933–1963 Comté de Los Angeles                                                                                |
| Clyde Doyle (en)             | Démocrate   | 3 janvier 1949 - 3 janvier 1953    | 81e , 82e   | Élu en 1948. Réélu en 1950. Redécoupage vers le 23e district.                                                                                           | 1933–1963 Comté de Los Angeles                                                                                |
| Craig Hosmer (en)            | Républicain | 3 janvier 1953 - 3 janvier 1963    | 83e - 87e   | Élu en 1952. Réélu en 1954. Réélu en 1956. Réélu en 1958. Réélu en 1960. Redécoupage vers le 32e district.                                              | 1933–1963 Comté de Los Angeles                                                                                |
| Harlan Hagen                 | Démocrate   | 3 janvier 1963 - 3 janvier 1967    | 88e - 89e   | Redécoupage depuis le 14e district et réélu en 1962. Réélu en 1964. Perds sa réélection.                                                                | 1963–1967 Kern, Kings, Tulare                                                                                 |
| Bob Mathias                  | Républicain | 3 janvier 1967 - 3 janvier 1975    | 90e - 93e   | Élu en 1966. Réélu en 1968. Réélu en 1970. Réélu en 1972. Redécoupage vers le 17e district et perds sa réélection.                                      | 1967–1973 Kern, Tulare                                                                                        |
| Bob Mathias                  | Républicain | 3 janvier 1967 - 3 janvier 1975    | 90e - 93e   | Élu en 1966. Réélu en 1968. Réélu en 1970. Réélu en 1972. Redécoupage vers le 17e district et perds sa réélection.                                      | 1973–1975 Amador, Calaveras, Inyo, Kern, Madera, Mariposa, Mono, Tulare , Tuolumne                            |
| William M. Ketchum (en)      | Républicain | 3 janvier 1975 - 24 juin 1978      | 94e , 94e   | Redécoupage depuis le 36e district et réélu en 1974. Réélu en 1976. Décès.                                                                              | 1975-1983 Inyo, Kern, Los Angeles (Partie Nord), Tulare                                                       |
| Vacant                       | Vacant      | 24 juin 1978 - 3 janvier 1979      | 95e         | | 1975-1983 Inyo, Kern, Los Angeles (Partie Nord), Tulare                                                       |
| Bill Thomas                  | Républicain | 3 janvier 1979 - 3 janvier 1983    | 96e , 97e   | Élu en 1978. Réélu en 1980. Redécoupage vers le 20e district.                                                                                           | 1975-1983 Inyo, Kern, Los Angeles (Partie Nord), Tulare                                                       |
| Richard Lehman (en)          | Démocrate   | 3 janvier 1983 - 3 janvier 1993    | 98e - 102e  | Élu en 1982. Réélu en 1984. Réélu en 1986. Réélu en 1988. Réélu en 1990. Redécoupage vers le 19e district.                                              | 1983–1993 Calaveras, Fresno (Ville de Fresno), Madera, Mono, San Joaquin (Partie Est), Tuolumne               |
| Gary Condit                  | Démocrate   | 3 janvier 1993 - 3 janvier 2003    | 103e - 107e | Redécoupage depuis le 15e district et réélu en 1992. Réélu en 1994. Réélu en 1996. Réélu en 1998. Réélu en 2000. Perds sa renomination.                 | 1993–2003 Fresno (Ville de Fresno), Madera (Partie Ouest), Merced, San Joaquin (Partie Sud-Ouest), Stanislaus |
| Dennis Cardoza (en)          | Démocrate   | 3 janvier 2003 - 14 août 2012      | 108e - 112e | Élu en 2002. Réélu en 2004. Réélu en 2006. Réélu en 2008. Réélu en 2010. Démissionne pour devenir lobbyiste.                                            | 2003–2013 Fresno (Petite partie à l'Ouest), Merced, San Joaquin (Stockton), Stanislaus                        |
| Vacant                       | Vacant      | 14 août 2012 - 3 janvier 2013      | 112e        | Redécoupage vers le 10e district. | 2003–2013 Fresno (Petite partie à l'Ouest), Merced, San Joaquin (Stockton), Stanislaus                        |
| Anna Eshoo                   | Démocrate   | 3 janvier 2013 - 3 janvier 2023    | 113e - 117e | Redécoupage depuis le 14e district et réélue en 2012. Réélue en 2014. Réélue en 2016. Réélue en 2018. Réélue en 2020. Redécoupage vers le 16e district. | 2013–2023 San Mateo, Santa Clara, Santa Cruz                                                                  |
| Zoe Lofgren                  | Démocrate   | 3 janvier 2023 - en cours          | 118e - 119e | Redécoupage depuis le 19e district et réélue en 2022. Réélue en 2024.                                                                                   | 2023–en cours Une grande partie du comté de Santa Clara, y compris la majeure partie de la ville de San Jose  |

## Résultats des récentes élections
Voici les résultats des dix précédents cycles électoraux dans le district.

### 2004
| Élection de 2004 du 18e district congressionnel de Californie | Élection de 2004 du 18e district congressionnel de Californie | Élection de 2004 du 18e district congressionnel de Californie | Élection de 2004 du 18e district congressionnel de Californie | Élection de 2004 du 18e district congressionnel de Californie |
| ------------------------------------------------------------- | ------------------------------------------------------------- | ------------------------------------------------------------- | ------------------------------------------------------------- | ------------------------------------------------------------- |
| Parti                                                         | Parti                                                         | Candidat                                                      | Votes                                                         | %                                                             |
|                                                               | Démocrate                                                     | Dennis Cardoza (en) (sortant)                                 | 103 732                                                       | 67,5                                                          |
|                                                               | Républicain                                                   | Charles F. Pringle Sr.                                        | 49 973                                                        | 32,5                                                          |
| Total des votes                                               | Total des votes                                               | Total des votes                                               | 153 705                                                       | 100%                                                          |
|                                                               | Les Démocrates conservent                                     |                                                               |                                                               |                                                               |

### 2006
| Élection de 2006 du 18e district congressionnel de Californie | Élection de 2006 du 18e district congressionnel de Californie | Élection de 2006 du 18e district congressionnel de Californie | Élection de 2006 du 18e district congressionnel de Californie | Élection de 2006 du 18e district congressionnel de Californie |
| ------------------------------------------------------------- | ------------------------------------------------------------- | ------------------------------------------------------------- | ------------------------------------------------------------- | ------------------------------------------------------------- |
| Parti                                                         | Parti                                                         | Candidat                                                      | Votes                                                         | %                                                             |
|                                                               | Démocrate                                                     | Dennis Cardoza (en) (sortant)                                 | 71 182                                                        | 65,5                                                          |
|                                                               | Républicain                                                   | John A. Kanno                                                 | 37 531                                                        | 34,5                                                          |
| Total des votes                                               | Total des votes                                               | Total des votes                                               | 108 713                                                       | 100%                                                          |
|                                                               | Les Démocrates conservent                                     |                                                               |                                                               |                                                               |

### 2008
| Élection de 2008 du 18e district congressionnel de Californie | Élection de 2008 du 18e district congressionnel de Californie | Élection de 2008 du 18e district congressionnel de Californie | Élection de 2008 du 18e district congressionnel de Californie | Élection de 2008 du 18e district congressionnel de Californie |
| ------------------------------------------------------------- | ------------------------------------------------------------- | ------------------------------------------------------------- | ------------------------------------------------------------- | ------------------------------------------------------------- |
| Parti                                                         | Parti                                                         | Candidat                                                      | Votes                                                         | %                                                             |
|                                                               | Démocrate                                                     | Dennis Cardoza (en) (sortant)                                 | 130 192                                                       | 100%                                                          |
|                                                               | Les Démocrates conservent                                     |                                                               |                                                               |                                                               |

### 2010
| Élection de 2010 du 18e district congressionnel de Californie | Élection de 2010 du 18e district congressionnel de Californie | Élection de 2010 du 18e district congressionnel de Californie | Élection de 2010 du 18e district congressionnel de Californie | Élection de 2010 du 18e district congressionnel de Californie |
| ------------------------------------------------------------- | ------------------------------------------------------------- | ------------------------------------------------------------- | ------------------------------------------------------------- | ------------------------------------------------------------- |
| Parti                                                         | Parti                                                         | Candidat                                                      | Votes                                                         | %                                                             |
|                                                               | Démocrate                                                     | Dennis Cardoza (en) (sortant)                                 | 72 853                                                        | 58,48                                                         |
|                                                               | Républicain                                                   | Michael Clare Berryhill Sr.                                   | 51 716                                                        | 41,52                                                         |
| Total des votes                                               | Total des votes                                               | Total des votes                                               | 124 569                                                       | 100%                                                          |
|                                                               | Les Démocrates conservent                                     |                                                               |                                                               |                                                               |

### 2012
| Élection de 2012 du 18e district congressionnel de Californie | Élection de 2012 du 18e district congressionnel de Californie | Élection de 2012 du 18e district congressionnel de Californie | Élection de 2012 du 18e district congressionnel de Californie | Élection de 2012 du 18e district congressionnel de Californie |
| ------------------------------------------------------------- | ------------------------------------------------------------- | ------------------------------------------------------------- | ------------------------------------------------------------- | ------------------------------------------------------------- |
| Parti                                                         | Parti                                                         | Candidat                                                      | Votes                                                         | %                                                             |
|                                                               | Démocrate                                                     | Anna Eshoo                                                    | 212 831                                                       | 70,5                                                          |
|                                                               | Républicain                                                   | Dave Chapman                                                  | 89 103                                                        | 29,5                                                          |
| Total des votes                                               | Total des votes                                               | Total des votes                                               | 301 934                                                       | 100%                                                          |
|                                                               | Les Démocrates conservent                                     |                                                               |                                                               |                                                               |

### 2014
| Élection de 2014 du 18e district congressionnel de Californie | Élection de 2014 du 18e district congressionnel de Californie | Élection de 2014 du 18e district congressionnel de Californie | Élection de 2014 du 18e district congressionnel de Californie | Élection de 2014 du 18e district congressionnel de Californie |
| ------------------------------------------------------------- | ------------------------------------------------------------- | ------------------------------------------------------------- | ------------------------------------------------------------- | ------------------------------------------------------------- |
| Parti                                                         | Parti                                                         | Candidat                                                      | Votes                                                         | %                                                             |
|                                                               | Démocrate                                                     | Anna Eshoo (sortante)                                         | 133 060                                                       | 68,0                                                          |
|                                                               | Républicain                                                   | Richard B. Fox                                                | 63 326                                                        | 32,0                                                          |
| Total des votes                                               | Total des votes                                               | Total des votes                                               | 196 386                                                       | 100%                                                          |
|                                                               | Les Démocrates conservent                                     |                                                               |                                                               |                                                               |

### 2016
| Élection de 2016 du 18e district congressionnel de Californie | Élection de 2016 du 18e district congressionnel de Californie | Élection de 2016 du 18e district congressionnel de Californie | Élection de 2016 du 18e district congressionnel de Californie | Élection de 2016 du 18e district congressionnel de Californie |
| ------------------------------------------------------------- | ------------------------------------------------------------- | ------------------------------------------------------------- | ------------------------------------------------------------- | ------------------------------------------------------------- |
| Parti                                                         | Parti                                                         | Candidat                                                      | Votes                                                         | %                                                             |
|                                                               | Démocrate                                                     | Anna Eshoo (sortante)                                         | 230 460                                                       | 71,0                                                          |
|                                                               | Républicain                                                   | Richard B. Fox                                                | 93 470                                                        | 29,0                                                          |
| Total des votes                                               | Total des votes                                               | Total des votes                                               | 323 930                                                       | 100%                                                          |
|                                                               | Les Démocrates conservent                                     |                                                               |                                                               |                                                               |

### 2018
| Élection de 2018 du 18e district congressionnel de Californie | Élection de 2018 du 18e district congressionnel de Californie | Élection de 2018 du 18e district congressionnel de Californie | Élection de 2018 du 18e district congressionnel de Californie | Élection de 2018 du 18e district congressionnel de Californie |
| ------------------------------------------------------------- | ------------------------------------------------------------- | ------------------------------------------------------------- | ------------------------------------------------------------- | ------------------------------------------------------------- |
| Parti                                                         | Parti                                                         | Candidat                                                      | Votes                                                         | %                                                             |
|                                                               | Démocrate                                                     | Anna Eshoo (sortante)                                         | 225 142                                                       | 74,5                                                          |
|                                                               | Républicain                                                   | Christine Russell                                             | 77 096                                                        | 25,5                                                          |
| Total des votes                                               | Total des votes                                               | Total des votes                                               | 302 238                                                       | 100%                                                          |
|                                                               | Les Démocrates conservent                                     |                                                               |                                                               |                                                               |

### 2020
| Élection de 2020 du 18e district congressionnel de Californie | Élection de 2020 du 18e district congressionnel de Californie | Élection de 2020 du 18e district congressionnel de Californie | Élection de 2020 du 18e district congressionnel de Californie | Élection de 2020 du 18e district congressionnel de Californie |
| ------------------------------------------------------------- | ------------------------------------------------------------- | ------------------------------------------------------------- | ------------------------------------------------------------- | ------------------------------------------------------------- |
| Parti                                                         | Parti                                                         | Candidat                                                      | Votes                                                         | %                                                             |
|                                                               | Démocrate                                                     | Anna Eshoo (sortante)                                         | 217 377                                                       | 63,2                                                          |
|                                                               | Démocrate                                                     | Rishi Kumar                                                   | 126 750                                                       | 36,8                                                          |
| Total des votes                                               | Total des votes                                               | Total des votes                                               | 344 127                                                       | 100%                                                          |
|                                                               | Les Démocrates conservent                                     |                                                               |                                                               |                                                               |

### 2022
La Californie a tenu sa Primaire Jungle le 7 juin 2022, selon ce système de Primaire, tous les candidats sont sur le même bulletin de vote, et les deux arrivés en tête s'affronteront le jour de l'Élection Générale, à savoir le 8 novembre 2022.
| Primaire Jungle 2022 du 16e district congressionnel de Californie | Primaire Jungle 2022 du 16e district congressionnel de Californie | Primaire Jungle 2022 du 16e district congressionnel de Californie | Primaire Jungle 2022 du 16e district congressionnel de Californie | Primaire Jungle 2022 du 16e district congressionnel de Californie |
| ----------------------------------------------------------------- | ----------------------------------------------------------------- | ----------------------------------------------------------------- | ----------------------------------------------------------------- | ----------------------------------------------------------------- |
| Parti                                                             | Parti                                                             | Candidat                                                          | Votes                                                             | %                                                                 |
|                                                                   | Démocrate                                                         | Zoe Lofgren                                                       | 50 104                                                            | 56,1                                                              |
|                                                                   | Républicain                                                       | Peter Hernadez                                                    | 27 935                                                            | 31,3                                                              |
|                                                                   | Indépendant                                                       | Luis Acevedo-Arreguin                                             | 11 253                                                            | 12,6                                                              |

| Élection de 2022 du 18e district congressionnel de Californie | Élection de 2022 du 18e district congressionnel de Californie | Élection de 2022 du 18e district congressionnel de Californie | Élection de 2022 du 18e district congressionnel de Californie | Élection de 2022 du 18e district congressionnel de Californie |
| ------------------------------------------------------------- | ------------------------------------------------------------- | ------------------------------------------------------------- | ------------------------------------------------------------- | ------------------------------------------------------------- |
| Parti                                                         | Parti                                                         | Candidat                                                      | Votes                                                         | %                                                             |
|                                                               | Démocrate                                                     | Zoe Lofgren                                                   | 99 776                                                        | 65,9                                                          |
|                                                               | Républicain                                                   | Peter Hernadez                                                | 51 737                                                        | 34,1                                                          |
| Total des votes                                               | Total des votes                                               | Total des votes                                               | 151 513                                                       | 100%                                                          |
|                                                               | Les Démocrates conservent                                     |                                                               |                                                               |                                                               |

### 2024
La Californie a tenu sa Primaire Jungle le 5 mars 2024, selon ce système de Primaire, tous les candidats sont sur le même bulletin de vote, et les deux arrivés en tête s'affronteront le jour de l'Élection Générale, à savoir le 5 novembre 2024.
| Primaire Jungle 2024 du 16e district congressionnel de Californie | Primaire Jungle 2024 du 16e district congressionnel de Californie | Primaire Jungle 2024 du 16e district congressionnel de Californie | Primaire Jungle 2024 du 16e district congressionnel de Californie | Primaire Jungle 2024 du 16e district congressionnel de Californie |
| ----------------------------------------------------------------- | ----------------------------------------------------------------- | ----------------------------------------------------------------- | ----------------------------------------------------------------- | ----------------------------------------------------------------- |
| Parti                                                             | Parti                                                             | Candidat                                                          | Votes                                                             | %                                                                 |
|                                                                   | Démocrate                                                         | Zoe Lofgren (sortante)                                            | 49 370                                                            | 51,2                                                              |
|                                                                   | Républicain                                                       | Peter Hernadez                                                    | 31 665                                                            | 32,8                                                              |
|                                                                   | Démocrate                                                         | Charlene Nijmeh                                                   | 10 631                                                            | 11,0                                                              |
|                                                                   | Démocrate                                                         | Lawrence Milan                                                    | 2714                                                              | 2,8                                                               |
|                                                                   | Démocrate                                                         | Luele Kifle                                                       | 2034                                                              | 2,1                                                               |

| Élection de 2024 du 18e district congressionnel de Californie | Élection de 2024 du 18e district congressionnel de Californie | Élection de 2024 du 18e district congressionnel de Californie | Élection de 2024 du 18e district congressionnel de Californie | Élection de 2024 du 18e district congressionnel de Californie |
| ------------------------------------------------------------- | ------------------------------------------------------------- | ------------------------------------------------------------- | ------------------------------------------------------------- | ------------------------------------------------------------- |
| Parti                                                         | Parti                                                         | Candidat                                                      | Votes                                                         | %                                                             |
|                                                               | Démocrate                                                     | Zoe Lofgren (sortante)                                        | 147 674                                                       | 64,6                                                          |
|                                                               | Républicain                                                   | Peter Hernadez                                                | 80 832                                                        | 35,4                                                          |
| Total des votes                                               | Total des votes                                               | Total des votes                                               | 228 506                                                       | 100 %                                                         |
|                                                               | Les Démocrates conservent                                     |                                                               |                                                               |                                                               |